# Günter Guillaume
Günter Guillaume (Berlin, 1927. február 1. – Eggersdorf (Brandenburg), 1995. április 10.) az NDK titkosszolgálata, a Stasi (Ministerium für Staatssicherheit, rövidítve MfS) hírszerzőtisztje volt. A bonni Szövetségi Kancellári Hivatalban (Bundeskanzleramt) kémkedett.
A Guillaume-affért, Nyugat-Németország történelmének leghíresebb kémügyét róla nevezték el. 1972-től Willy Brandt kancellár személyes referense volt. Brandt többet között a kémügy következményei miatt lépett vissza.

## Gyerekkora
1927-ben született, és Günter Bröhl név alatt nőtt fel. Apja zenész volt. 1944-től 1945-ig légvédelmi kisegítő szolgálatos volt a második világháborúban. 1944-ben a Hitlerjugend tagjaként az NSDAP tagja lett, írta meg a Berliner Zeitung 2007-ben Götz Aly történészre hivatkozva. Amikor 1945-ben a háború után visszatért Berlinbe, először fényképészként dolgozott.

## Felvétele aStasibaés áttelepülése Nyugat-Németországba

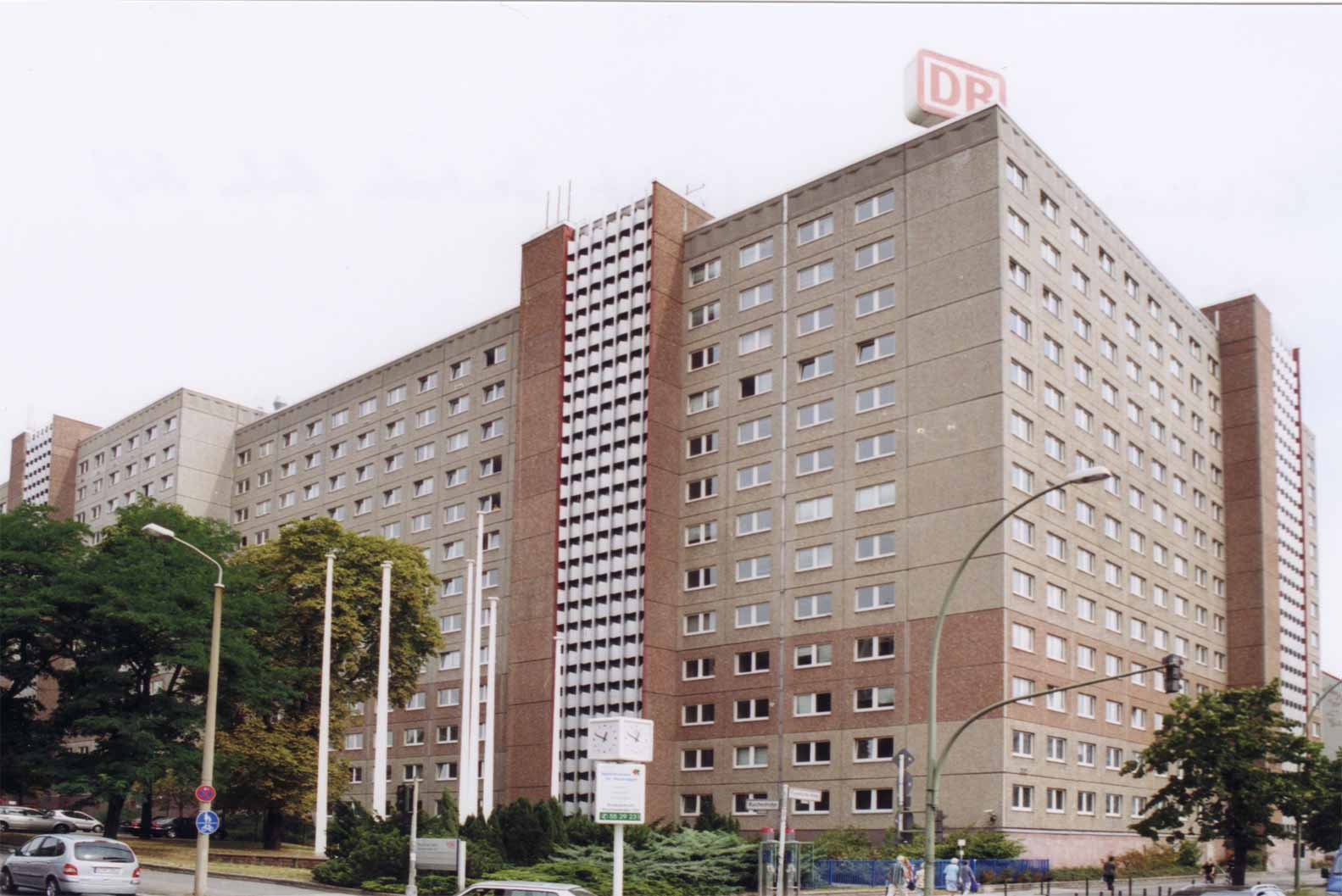
Az MfS Felderítési Főigazgatása (ma a Deutsche Bahn használja az épületet)

1950-ben szerkesztő lett a kelet-berlini Verlag Volk und Welt nevű kiadónál. 1950 és 1956 között a Stasi toborozta és képezte ki konspiratív feladatokra az NSZK-ban. 1951-ben feleségül vette a titkárnő Christel Boomot, aki szintén ügynöktanonc volt. 1952-ben Guillaume belépett a Német Szocialista Egységpártba (SED, magyarul NSZEP).
1956-ban az MfS Hauptverwaltung Aufklärung (HVA) („Felderítési Főigazgatás”) megbízása szerint áttelepült a nyugatnémet Frankfurt am Mainba, ahol a Boom am Dom nevű kávéházat üzemeltette. Azzal az ürüggyel utazott be az NSZK-ba, hogy menekült. Keletnémet állampolgárként a hivatalos státusza Offizier im besonderen Einsatz (OibE) („Különleges bevetési tiszt”).
1957. április 8-án született fia Pierre Guillaume, aki ma újságíró és szerző.

## SPD-tagsága

Az SPD emblémája

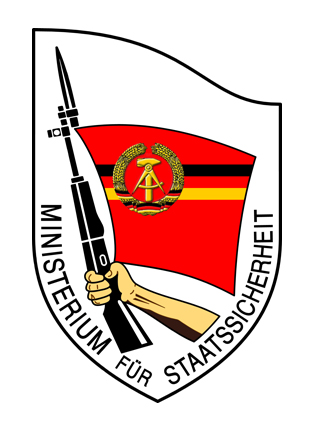
Az Stasi emblémája

Nyugat-Németország szociáldemokrata pártja, az SPD a kezdetektől a Stasi figyelmének középpontjában állt. 1957-ben Guillaume belépett az SPD-be. A felesége lánykori nevén titkárnő lett az SPD dél-hesseni pártirodájában.
1964-től Guillaume főállásban dolgozott a pártnak. Először a frankfurti alkörzet ügyvezetője volt. Itt nagy hasznot hajtott a párt konzervatív szárnyának. 1968-ban beválasztották a városi parlamentbe, a frakció vezetője lett. A következő évben Guillaume irányította Georg Leber közlekedési miniszter választási kampányát frankfurti választókerületében. Szervezőtehetségével sok szavazatot szerzett a miniszternek. Végül Leber közvetítette Guillaume-ot a Kanzleramtba, ahol a Közgazdagsági, Pénzügyi és Szociálpolitikai Osztályon dolgozott 1970-től. Itt idővel megszerezte felettesei bizalmát. 1972-ben a szorgalma és szervezőtehetsége lévén a kancellár személyes titkára lett magánügyekben. Ebben a pozícióban hozzáférhetőek voltak számára titkos akták és bizalmas beszélgetésekben is részt vehetett. Ezenfelül betekintést kapott Brandt magánéletébe is. Guillaume a kancellár legközelebbi köréhez tartozott, sőt nyaralni is elkísérte. Feladata volt például Brandt napi pártprogramjának és pártlevelezésének megszervezése.

## A Guillaume-affér

### A házaspár leleplezése és elítélése

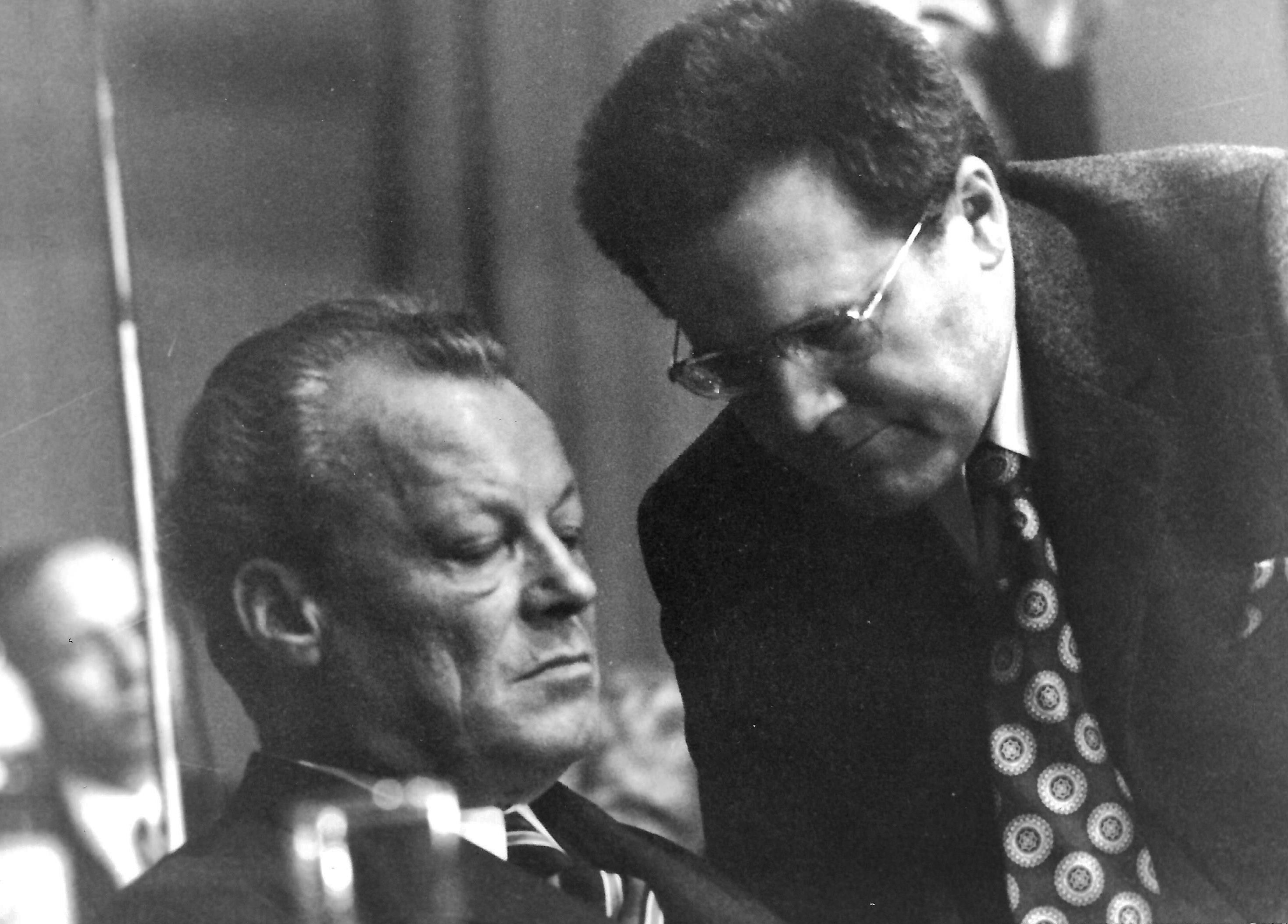
Guillaume és Willy Brandt, 1972-1974

A nyugatnémet biztonsági szolgálatnak 1973 közepétől megvoltak a gyanújelei a Guillaume házaspár ellen. Mégis egy egész év múlt el, mielőtt letartóztatták.
Az 1950-es években a Stasi rejtjelezett születésnapi táviratokat küldött az ügynökeinek nyugatra, így a Guillaume-házaspárnak is. 1956. február 1-jén rövidhullámon küldtek üdvözletet „Georgnak“, október 6-án „Chr.-nek“ és 1957 áprilisa közepén az volt az üzenet, hogy Glückwunsch zum zweiten Mann! („Jókívánság a második férfihez!”), ami a fia születésére vonatkozott. A hírszolgálatnak (Bundesnachrichtendienst, BND) sikerült dekódolnia ezeket, miután archiválták.
1973 februárjában a kölni „Szövetségi Alkotmányvédelmi Hivatal” (Bundesamt für Verfassungsschutz) magas rangú hivatalnoka, Heinrich Schroegge három ügynökesettel is foglalkozott, ezekben mindegyikben felbukkant Guillaume neve. Schroeggenek az egyik kollégája említette meg a 17 évvel ezelőtti rádiótávközlést. Schroegge felülvizsgálta az adatokat és megtalálta a kapcsolatot Guillaume-mal. A születési dátumok alapján sikerült azonosítani Guillaume-ékat és megerősíteni a kémgyanút. Schoegge jelentést tett feletteseinek és megbízást kapott arra, hogy figyelje meg titokban a házaspárt, mivel ekkoriban még túl gyenge volt a rendelkezésre álló tárgyi bizonyíték.
Az alkotmányvédelem elnöke, Günther Nollau először 1973. május 29-én hozta szóba a kémgyanút az akkori belügyminiszternek, Genschernek. Ezután Genscher tájékoztatta a kancellárt. Nollau azt kérte, hogy Guillaume maradjon meg még a pozíciójában. Így meg tudták figyelni őt, anyagot tudtak gyűjteni róla és fel tudták mérni, hogy mekkora mértékű az árulása. Brandt egyetértett Nollauval, csak Reinhard Wilkét, az iroda vezetőjét és Horst Grabertet, a kancellári hivatal elnökét tájékoztatta a kémgyanúról. Sem a legközelebbi tanácsadóját, Egon Bahrt, sem Horst Ehmket, Guillaume alkalmazóját nem informálta. A hosszú vizsgálat miatt Guillaume még sokáig maradt Brandt közvetlen közelségében, például 1973 júliusában még nyaralni ment vele Norvégiába.
1974. március 1-jén Nollau és Genscher felkereste a kancellárt. Nollau jelentést tett a vizsgálatokról. Azt a tájékoztatást adta, hogy Guillaume leleplezése a következő két vagy három hét alatt meg fog történni. Még mindig nem volt bíróság előtt használható bizonyíték, emiatt Nollau azt javasolta, hogy át kellene adni a gyűjtött anyagot a főállamügyésznek, hogy ő döntsön, indítható-e formális bírósági eljárás. Brandt alábecsülte az ügy kényességét és nem foglalkozott vele eléggé. Még mindig nem távolította el Guillaume-ot.

1974. április 25-én végül őrizetbe vették a házaspárt Bonnban. Ekkor Guillaume a következőket mondta 
Ich bin Bürger der DDR und ihr Offizier. Respektieren Sie das!
 Ez a mondat később értékelhető és lényeges bírósági bizonyíték lett ellene. Ezután a teljes eljárás alatt hallgatott, mert nem engedték meg neki, hogy személyesen beszélje meg a dolgot Brandttal, akit nagyon érzékenyen érintett az ügy.
A leleplezés az úgynevezett Guilaume-affér kezdetét jelentette, ami mély belpolitikai krízist okozott és 1974. május 7-én Willy Brandt visszalépésével végződött. Brandt elvállalta a politikai felelősséget, de valószínűleg nem ez volt lemondásának az egyetlen oka. Az információk, amiket Guillaume átadott, biztonságilag nem voltak jelentősek. Schreiber szerint Guillaume nem volt sikeres ügynök. A kb. 25 jelentéséből egyiket se ítéltek meg elsőrangúnak Kelet-Berlinben.
1974. június 6-án a parlamenti (Bundestag) ellenzék vizsgálóbizottság felállítását kezdeményezte, ami súlyos hiányosságokat fedezett fel az ellenőrzési hivatalokon belül. 1975 decemberében Guillaume-ot hazaárulás miatt 13 év börtönre ítélték, a feleségét 8 évre. Részben a rheinbachi börtönben, Észak-Rajna–Vesztfáliában ülte le a büntetést.

### Az ügy politikai hatásai

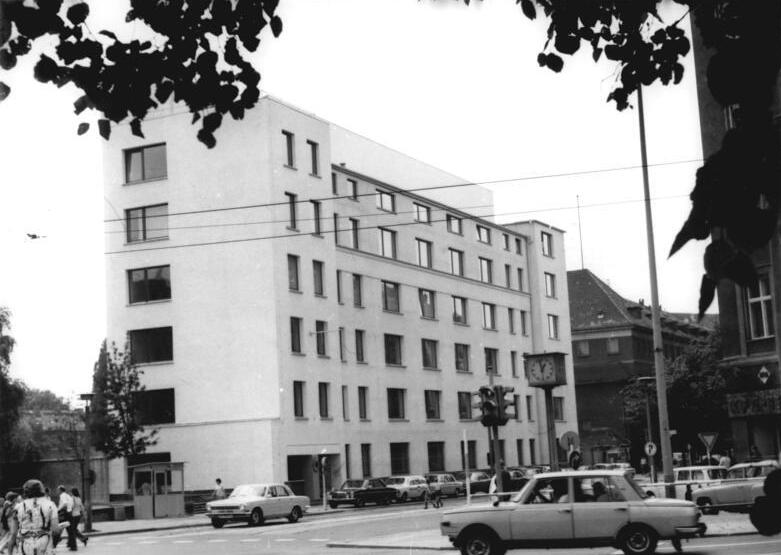
Az NSZK állandó képviselete Kelet-Berlinben

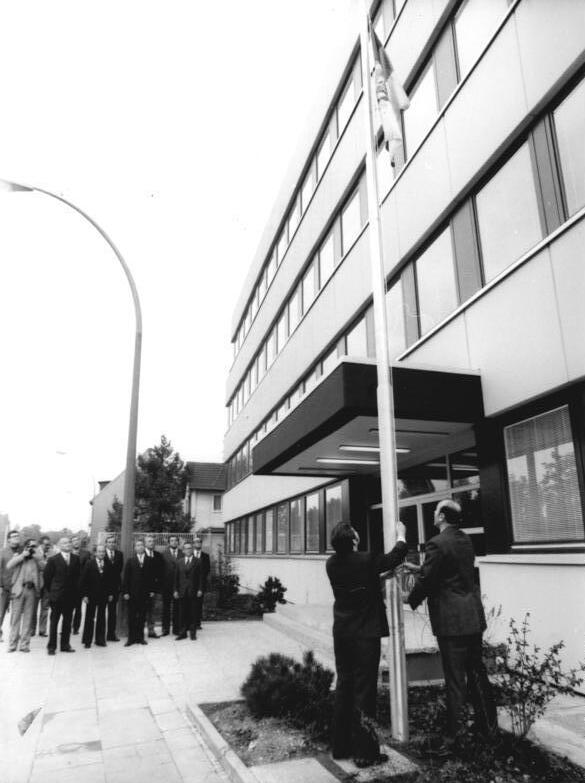
Az NDK állandó képviselete megnyitása Bonnban

A Guillaume-ügy rövid idővel a Grundlagenvertrag („Alapszerződés”) megkötése után robbant ki. Az alapszerződés jelentette az első diplomáciai kapcsolatot a két német állam között. Brandt öt nappal a Ständige Vertretung der Bundesrepublik Deutschland bei der DDR („Az NSZK Állandó Képviselete az NDK-ban”) megnyitása után visszalépett. A paradigmaváltást, mellyel Brandt állandó diplomáciai kapcsolatot létesített az NDK-val, hevesen vitatták, mert ezzel erősödött az NDK saját államként való elismertetése.
Az NDK kormányának hivatalos állásfoglalása szerint az enyhülési politika folyamán „lekapcsolták” Guillaume-ot, bár ez nehezen hihető. Brandt bukása nem állt az NDK érdekében, mert előnyös volt számukra Brandt Ostpolitikja. Markus Wolf, aki 34 éven át vezette az MfS felderítési osztályát, balszerencsének látta Brandt lemondását.
Brandt visszalépése után a két kormány a kárcsökkentés érdekében intenzív, de nem hivatalos dialógusba lépett. Az NSZK-t azzal a feltétellel érdekelte a továbbiakban az enyhülési politika, ha a hírszolgálatok tevékenysége bizonyos korlátokon belül marad.

### Brandt lemondása
Az SPD-n belül több politikus Brandt visszaléptetésére törekedett. Végül Herbert Wehner, az SPD frakcióvezetője azt tanácsolta Brandtnak, hogy vonuljon vissza és állítólag Helmut Schmidtnek azt mondta, hogy „Helmut, Du musst das jetzt machen!” („Helmut, ezt most neked meg kell tenned!”). Schmidt késznek mutatkozott és 1974. május 16-án kancellár lett. Brandt pedig 1987-ig a párt elnöke maradt.
Brandt május 1-jén kapott egy levelet a „Szövetségi Bűnügyi Rendőrség” (Bundeskriminalamt, BKA) elnökétől, Horst Heroldtól. Az a dokumentum tartalmazta a biztonsági hivatalnok Guillaume elleni vizsgálatban lejegyzett kijelentéseit. Brandt magánéletéről szólt, például az alkoholfogyasztásáról és szexuális kapcsolatáról. Állítólag Guillaume nőket szerzett be Brandtnak. Brandt környezetében attól féltek, hogy a következő választási harcban az ellenzék fel fogja használni ezt az anyagot (a dokumentumok egy része ekkor már a média birtokában volt). Ráadásul a kormány zsarolható lett volna az NDK által. Nyilvánvaló volt, hogy az SPD-nek új jelölttel nagyobb esélye van megnyernie a választást.
Május 5-én Brandt az SPD vezetés körében kihirdette a lemondását. Utólagos felelősséget vállalt azért a döntésért, hogy nem korábban tartóztattatta le Guillaume-ot.
Május 7-én drámai jelenet játszódott le a hírekben: A frakciógyűlésen Wehner egy nagy virágcsokort rakott le Brandt ülésére, a síró Egon Bahr kezeivel rejtette el az arcát.
Nem tisztázott, hogy miért mondott le Brandt. A döntő információkat Brandt privát hagyatékában, az úgynevezett „Unkeler Bestandban” sejtik, ám Brandt elzárta az anyagot a nyilvánosság elől.

## Visszatérés az NDK-ba

### Kitüntetése
1981-ben Guillaume-ékat idő előtt szabadon engedték. Egy ügynökcsere révén visszatérhettek az NDK-ba. Günter Guillaume-ot ott hivatalosan Kundschafter des Friedensként („A béke követe”) tisztelték meg. Mindketten megkapták a Karl-Marx-Orden érdemrendet. Günter Guillaume-ot Stasi ezredessé léptették elő, felesége, Christel Guillaume alezredes lett. Günter Guillaume azután gyakran volt sztárvendég a Stasi ügynökoktatásain. 1985. január 28-án a potsdami MfS Főiskola (Hochschule des Ministeriums für Staatssicherheit) a jogtudomány díszdoktorátusát (Doktor der Rechtswissenschaft ehrenhalber) adományozta Guillaume-nak.

### Magánélet és családja
Guillaume a hazatérése napján titkos kapcsolatot kezdett Elke Bröhl ápolónővel, aki szintén a Stasi számára dolgozott. Christel ezt megtudta és 1981. december 16-án elvált tőle. 1986-ban Guillaume feleségül vette a nála 15 évvel fiatalabb barátnőjét, majd felvette a családnevét, amit azután már nem változtatott meg. 1986 és 1988 nyilvánosságra hozta memoárjait Die Aussage („A vallomás”) címmel. 1995. április 10-én halt meg veserákban.
Fia, Pierre – miután letartóztatták a szüleit – 18 évesen egyedül települt át az NDK-ba 1975-ben. Ott fotóriporter lett. 1988-ban a családjával együtt kérvényezte kiutazását az NSZK-ba és megváltoztatta a nevét Pierre Boomra, mert a Stasi nem engedte meg neki, hogy Guillaume név alatt nyugatra menjen. 2004-ben megjelent a Der fremde Vater („Az idegen apa”) című könyve, amiben kritikusan írt apjáról.
Christel Boom 2004. március 20-án hunyt el szívbajban.

## Filmek
- Doris Metz Schattenväter című dokumentumfilmjében  Archiválva 2015. március 16-i dátummal a Wayback Machine-ben Matthias Brandt (* 1961. október 7-én Berlinben, színész és Willy Brandt legfiatalabb fia) és Pierre Boom mesélnek az emlékezeteiről az apjaira.
- Oliver Storz Im Schatten der Macht („A hatalom árnyékában”) című játékfilmjében  Matthias Brandt játszott Guillaume szerepét. A film Brandt kancellár utolsó 14 napjáról szól. Részben képzelt a tartalom, mert néhány részlet nem rekonstruálható.

## Képek
Néhány fontos szerepet játszó személy:

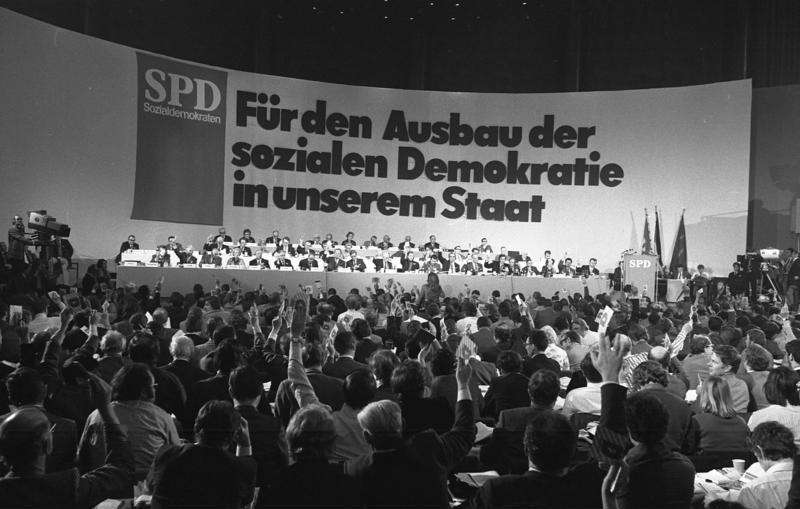
A hannoveri pártkongresszuson 1973 áprilisában
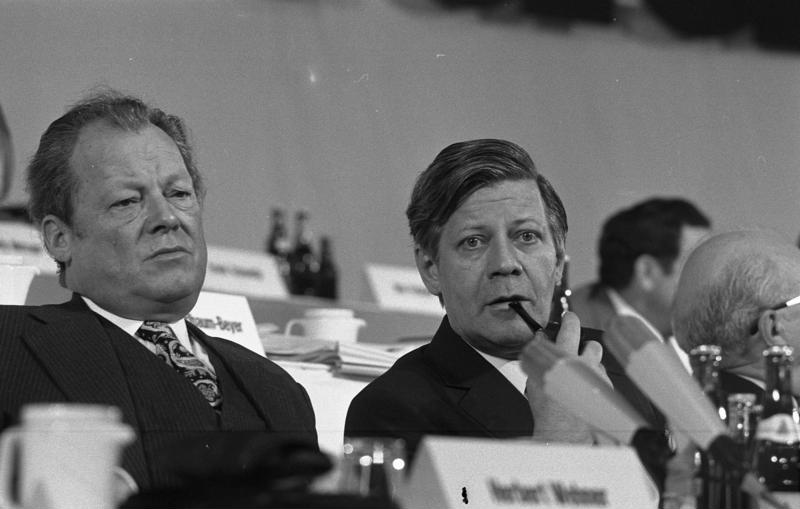
Willy Brandt és Helmut Schmidt a pártkongresszuson
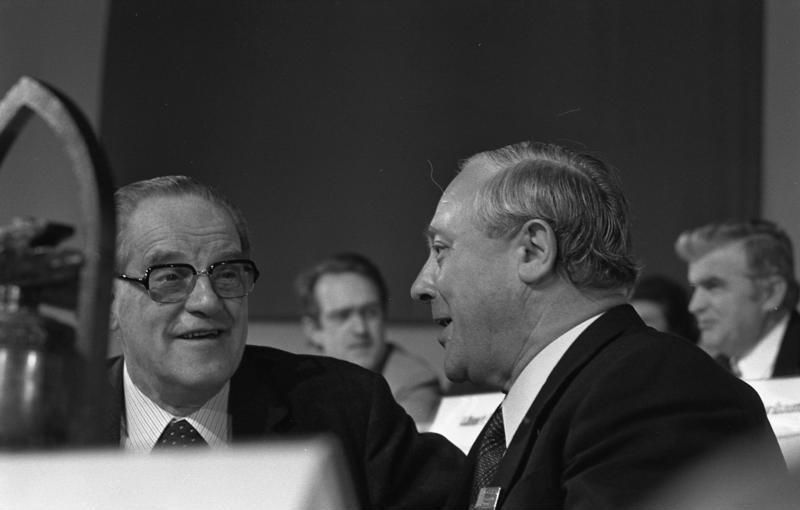
Herbert Wehner (bal oldalon) és Georg Leber a pártkongresszuson
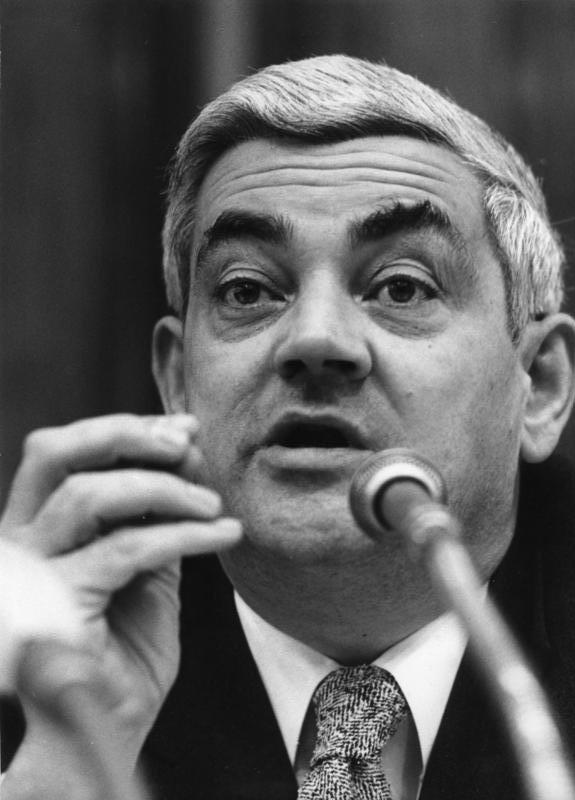
Horst Ehmke (1973 decembere)
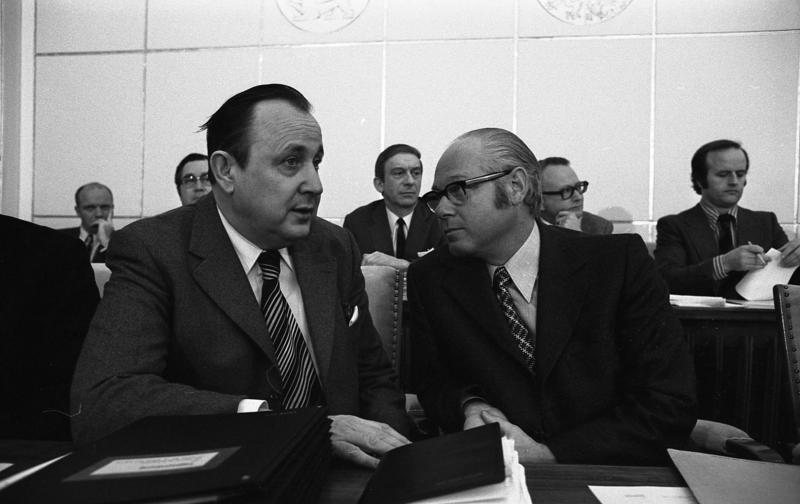
Hans-Dietrich Genscher (jobb oldalon) Horst Grabert államtitkárral (1974. február 15.)
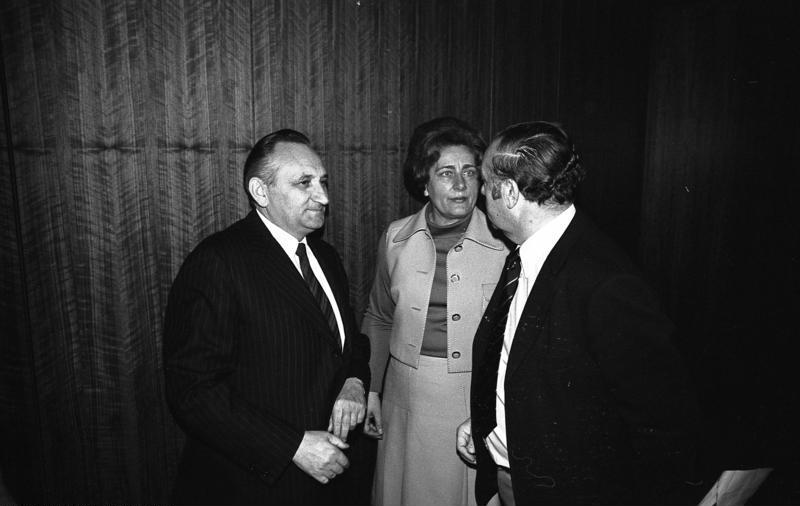
Az SPD vezetőségi gyűlése 1974. május 7-én (jobb oldalon Egon Bahr) a lemondás után
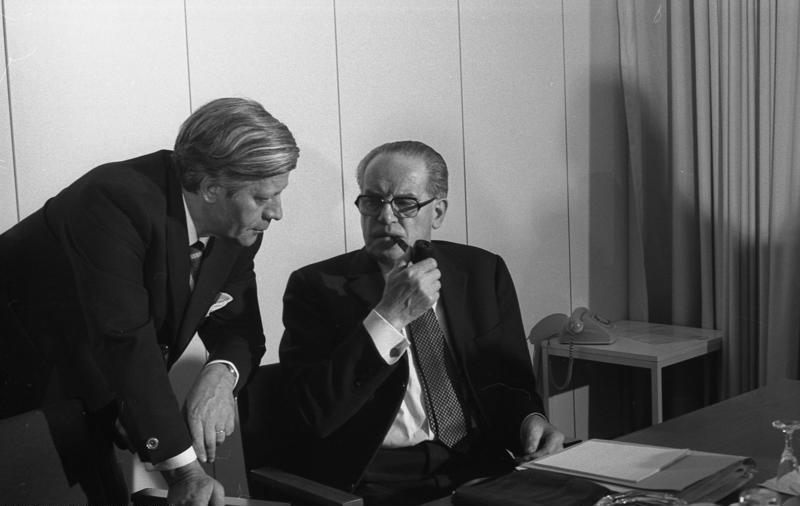
Helmut Schmidt (állva) beszél Herbert Wehnerrel (1974. május 8.)

## Fordítás
- Ez a szócikk részben vagy egészben  a   Günter Guillaume című német Wikipédia-szócikk fordításán alapul.  Az eredeti cikk szerkesztőit annak laptörténete sorolja fel. Ez a jelzés csupán a megfogalmazás eredetét és a szerzői jogokat jelzi, nem szolgál a cikkben szereplő információk forrásmegjelöléseként.
- Ez a szócikk részben vagy egészben  a   Guillaume-Affäre című német Wikipédia-szócikk fordításán alapul.  Az eredeti cikk szerkesztőit annak laptörténete sorolja fel. Ez a jelzés csupán a megfogalmazás eredetét és a szerzői jogokat jelzi, nem szolgál a cikkben szereplő információk forrásmegjelöléseként.

### Külső hivatkozások
- Az erkölcsi minimum (magyar nyelven), 2002. december 27. (Hozzáférés: 2009. február 7.)[halott link]
- Kelet-német titkosügynökök a bonni parlamentben (magyar nyelven), 2005. december 28. (Hozzáférés: 2009. február 7.)
- A náci párt tagja volt Günter Guillaume (magyar nyelven), 2007. július 11. (Hozzáférés: 2009. február 7.)[halott link]
- Willy Brandt neve a Stasi-hírforrások listáján (magyar nyelven), 2006. augusztus 4. (Hozzáférés: 2009. február 7.)

Német nyelven:
- Verrat und Verlust (német nyelven). [2013. február 7-i dátummal az eredetiből archiválva]. (Hozzáférés: 2009. február 7.)
- Anyag a Szövetségi Archivumban (német nyelven). [2008. május 31-i dátummal az eredetiből archiválva]. (Hozzáférés: 2009. február 7.)
- Agentenaffäre (német nyelven). (Hozzáférés: 2009. február 7.)
- Brandt és Guillaume norvégiában 1973 (fotó) (német nyelven). [2008. február 16-i dátummal az eredetiből archiválva]. (Hozzáférés: 2009. február 7.)
- Brandt kéziratos lemondáslevele (német nyelven). [2007. június 27-i dátummal az eredetiből archiválva]. (Hozzáférés: 2009. február 7.)
- Guillaume díszdoktor oklevele (német nyelven). [2008. január 6-i dátummal az eredetiből archiválva]. (Hozzáférés: 2009. február 7.)
- Dumm gelaufen (német nyelven), 2004. április 23. (Hozzáférés: 2009. február 7.)
- "Wenn's nach mir ginge, sähe ich meinen Sohn lieber im Gefängnis" (német nyelven). [2009. április 5-i dátummal az eredetiből archiválva]. (Hozzáférés: 2009. február 7.) (Cikk a Das Parlament című parlamenti újságban Pierre Boom emlékezéséről)
- Interjú Wehnerrel, 1979. október 29. (német nyelven). [2009. május 12-i dátummal az eredetiből archiválva]. (Hozzáférés: 2009. február 7.)